# El Castellar
El Castellar este o arie protejată (arie specială de conservare — SAC, sit de importanță comunitară — SCI) din Spania întinsă pe o suprafață de 12.957,67 ha, integral pe uscat.

## Localizare
Centrul sitului El Castellar este situat la coordonatele 41°49′01″N 1°01′34″W / 41.817°N 1.02614°V.

## Înființare
Situl El Castellar a fost declarat sit de importanță comunitară în iulie 2000 pentru a proteja 3 specii de animale. Situl a fost protejat și ca arie specială de conservare în februarie 2021.

## Biodiversitate
Situată în ecoregiunea mediteraneană, aria protejată conține 3 habitate naturale: Vegetație gipsofilă iberică (Gypsophiletalia), Tufărișuri halofile mediteraneene și termo-atlantice (Sarcocornetea fruticosi), Matorral arborescenți cu Juniperus spp..
La baza desemnării sitului se află mai multe specii protejate de  mamifere (3): castor (Castor fiber), liliac cu aripi lungi (Miniopterus schreibersii), liliac cu urechi de șoarece (Myotis blythii)
Pe lângă speciile protejate, pe teritoriul sitului au mai fost identificate 4 specii de plante, 23 de specii de păsări, 3 specii de amfibieni, 2 specii de mamifere, 2 specii de reptile.